# Balderich von Bourgueil
Balderich von Bourgueil (lat. auch Baldericus Burgulianus oder Baldericus Burguliensis, fr. Baudri de Bourgueil, seltener Balderich von Dol ; * 1046; † 7. Januar 1130 in Préaux) war ein französischer Abt, Bischof, Schriftsteller und Dichter im 11. und 12. Jahrhundert.

## Leben
Balderich wurde im Jahr 1046 in Meung-sur-Loire, einige Kilometer flussabwärts von Orléans, geboren. Er stammte aus einer Familie mittlerer Provenienz, über die nur wenig bekannt ist.
Nach ersten Studien in Angers bei einem gewissen Meister Hubert stellte sich Balderichs Talent für die Musen, speziell für die Dichtkunst in klassischer Tradition, heraus. Zu seinen weiteren Lehrern zählen auch ein Rainald, Marbod und Frodo und eventuell auch der berühmte Berengar von Tours.
Balderich wurde Benediktinermönch und avancierte 1079 zum Prior des Klosters Saint-Pierre in Bourgueil. Der Konvent lag gegenüber der Mündung der Vienne am rechten Ufer der Loire – zwischen Tours und Saumur.
Im Jahr 1089 wurde er vom dortigen Kapitel zum Abt des Klosters gewählt. In die Jahre seines Abbatiates zwischen 1089 und 1107 fällt die reichste literarische Schaffensperiode des Abtes. In zahlreichen Gedichten bedachte der Abt Freunde und Bekannte. Balderich war u a. auch hautnaher Augenzeuge der Gründung des Klosters Fontevraud, welches in nur kurzer Distanz am anderen Ufer der Loire, um 1100 gegründet wurde. Mit dessen Gründer Robert von Arbrissel, dem er später auf Bestellung Petronillas von Chemillé, der ersten Äbtissin Fontevrauds, ein literarisches Prosawerk, nämlich dessen Lebensbeschreibung, widmete, dürfte er persönlich bekannt gewesen sein.
Balderich hielt sich auch des Öfteren in Tours, Blois, Angers, Saumur und den anderen Zentren des Loire-Tales auf und verkehrte mit diversen Größen seiner Zeit, allen voran Gräfin Adele von Blois, welcher er eine längere, panegyrisch-schwärmerische Ode widmete. Besonders berühmt ist sein stellenweise amouröses Gedicht an eine Nonne namens Konstanze, welche er glühend verehrte.
Im Jahr 1095 nahm er am Konzil von Clermont teil, auf welchem Papst Urban II. König Philipp I. von Frankreich und Bertrada von Montfort wegen Bigamie mit dem Kirchenbann belegte und zum ersten Kreuzzug aufrief.
Balderich war nicht frei von Eitelkeit und Streberei. Bischof Ivo von Chartres beschuldigte ihn sogar simonistischer Praktiken, weil er 1095 versucht habe, mit Unterstützung der übel beleumundeten Bertrada von Montfort den Bischofsstuhl von Orléans zu erwerben. Bei dieser Wahl ging Balderich leer aus.
Im Jahr 1107 wurde er auf dem Konzil von Troyes auf Veranlassung von Papst Paschalis II. zum Metropoliten von Dol in der Bretagne gewählt. Balderich war mit dieser Wahl in der Folge nicht zufrieden. Mit der Mentalität der britokeltisch sprechenden Bevölkerung in der nördlichen Bretagne kam er nicht zurecht, er nannte die Bretonen scorpiones.
Die weitere Lebensgeschichte Balderich ist nur fragmentarisch überliefert. Er verließ häufig seinen Bischofssitz, auf dem er sich nicht sicher fühlte, und suchte benachbarte Regionen auf, z. B. die Normandie oder England. Außerdem sind drei Reisen nach Rom bezeugt (1108, 1116, 1123). Im Jahr 1120 wurde er durch den päpstlichen Legaten seines Amtes enthoben. Er zog sich nach Saint-Samson-sur-Rille zurück.
Am 7. Januar 1130 starb Balderich in Les Préaux.

## Werk
Balderich von Bourgueil war ein begabter Dichter, der mehrere Prosawerke und zahlreiche lyrische Gedichte hinterließ. Mit seinem Werk stand er nach einer Zeit monastischer Weltverachtung an der Schwelle zur Wiederentdeckung antiker Autoren. Für diese Neuorientierung, die auch mit dem Schlagwort Renaissance des 12. Jahrhunderts versehen ist, sind Balderichs Arbeiten beispielgebend.
Die Vielfalt der 256 Carmina, die meistens in Hexametern oder elegischen Distichen in nur einem einzigen Codex überkommen sind, reichen von poetischen Kleinstformen wie Rätseln, Titeln und Epigrammen bis hin zu über 1000 Verse umfassenden Oden, u. a. mit Themen der Kosmologie und Mythologie. Den Großteil der Kollektion bilden aber Reimbriefe an reale oder fiktive Personen. Es dominiert dabei die Ovid-Rezeption.
In dem Versuch, seinen Werken Glanz und Schönheit zu verleihen, gingen Balderich elegante Wortwahl und perfekte Metrik und Reimung über alles. Er sagte selbst, ein Lied werde unschön, wenn der Rhythmus fehle, nicht unähnlich einer vornehmen Geschichte, die an Wert verliert, wenn sie nicht gepflegt vorgetragen wird, und die ihres Adels verlustig geht, wenn sie nicht durch einen ausgefeilten Stil geschmückt ist.
Bei dem Versuch, möglichst kunstvoll zu stilisieren, ging er mit seinen literarischen Vorlagen nicht immer penibel um. Mitunter neigte er zu ermüdender Breite. Trotzdem erfährt man in seinen Gedichten viele Details des damaligen Lebens, welche aufgrund der sonstigen Quellenlage unerkannt bleiben müssten.
Balderichs Prosawerk, dem er sich vor allem in späteren Jahren widmete, umfasst "Die vier Bücher der Geschichte Jerusalems" (Historiae Hierosolymitanae libri IV), eine Chronik über den ersten Kreuzzug aufgrund der Schilderung von Augenzeugen, mehrere Hagiographien (u. a. über Robert von Arbrissel, die Heiligen Valerian und Hugo von Rouen), schließlich auch einen Brief an die Mönche von Fécamp und weitere Schreiben an englische und normannische Klöster.

### Manuskripte
- Codex Vaticanus Reginensis Latinus 1351, 12. Jhd. (Gedichte)
- MS Bibl. Mun. Tours 891.
- MS BN Paris lat. nouv. acqu. 870.

### Editionen
- Vita Roberti, PL Band 166, Paris 1844.
- Charles Thurot (Hg.): Baldrici episcopi Dolensis Historia Jerosolimitana, in: Recueil des Historiens des Croisades. Autores occidentales, Bd. 4., 1879, S. 1-111.
- Ph. Abrahams: Baldericus Burguliensis, Les oeuvres poétiques 1046 - 1130, Paris, 1926.
- K. Hilbert: Baldricus Burgulianus Carmina, Heidelberg, 1979.
- J.-Y. Tilliette: Baudri de Bourgueil, Poèmes. 2 Bde., Paris 1998 u. 2002.
- A. Le Huërou: Baudri de Bourgueil, Oeuvres en prose (Textes hagiographiques), Paris, 2013.

### Sekundärliteratur
Eine kleine Auswahl an Sekundärliteratur (in alphabetischer Reihenfolge des Verfassernamens):
- G. Bond: The loving subject: desire, eloquence and power in Romanesque France, Philadelphia, 1995.
- G. Bond: Jocus amoris: The Poetry of Baudri of Bourgueil and the Formation of the Ovidian Subculture, in: Traditio 42 (1986), S. 143–193.
- J. Dalarun: L’impossible sainteté. La vie retrouvée de Robert d’Arbrissel, fondateur de Fontevraud, Paris, 1985.
- L. Delisle: Notes sur les poésies de Baudri, abbé de Bourgueil, Romania, 1872, S. 23–50.
- P. Grillo: Vers une édition du texte français de l’Historia Jerosolimitana de Baudri de Dol, in: Autour de la Première Croisade, S. 9–16.
- M. Otter: Baudri of Bourgueil, To Countess Adela, in: Journal of Medieval Latin 11, 2001, S. 60–141.
- H. Pasquier: Un poète latin du XIième siècle: Baudri, Abbé de Bourgueil, Archevêque de Dol, 1046-1130, Paris 1878.
- C. Ratkowitsch: Baudri von Bourgueil, ein Dichter der 'inneren Emigration', in: Mittellateinisches Jahrbuch 22, 1987, S. 143–165.
- K. Hilbert: Studien zu den Carmina des Baudri von Bourgueil, Diss. Heidelberg 1967.
- M. Sanson: Baldericus Burguliensis: Lettere amorose e galanti, Rom, 2005.
- O. Schumann: "Baudri von Bourgueil als Dichter," in Studien zur lateinischen Dichtung des Mittelalters, Bd. 3. München, 1931, S. 885–896.
- J.-Y. Tilliette: Note sur le manuscrit des poèmes de Baudri de Bourgueil, Scriptoria 37, (1983), S. 241–245.
- J.-Y. Tilliette: Le retour du grand Pan, in: Studi Medievali, Seria terza 37 (1996), S. 65–93.
- C. Thurot, Recueil des Historiens des Croisades, Historiens occidentaux, Bd. 4, Paris, 1879, S. 1–111.
- J. v. Walter: Die ersten Wanderprediger Frankreichs, Leipzig 1903, Reprint Aalen 1972.

## Audio
- CD: Carmina Gallica: Chansons latines Du XIIe siècle: Pierre de Blois, Hildebert de Lavardin, Philippe le Chancelier, Baudri de Bourgueil, Hilaire d'orléans Et Anonymes, Harmonia Mundi, 2003.